# Splot sercowy

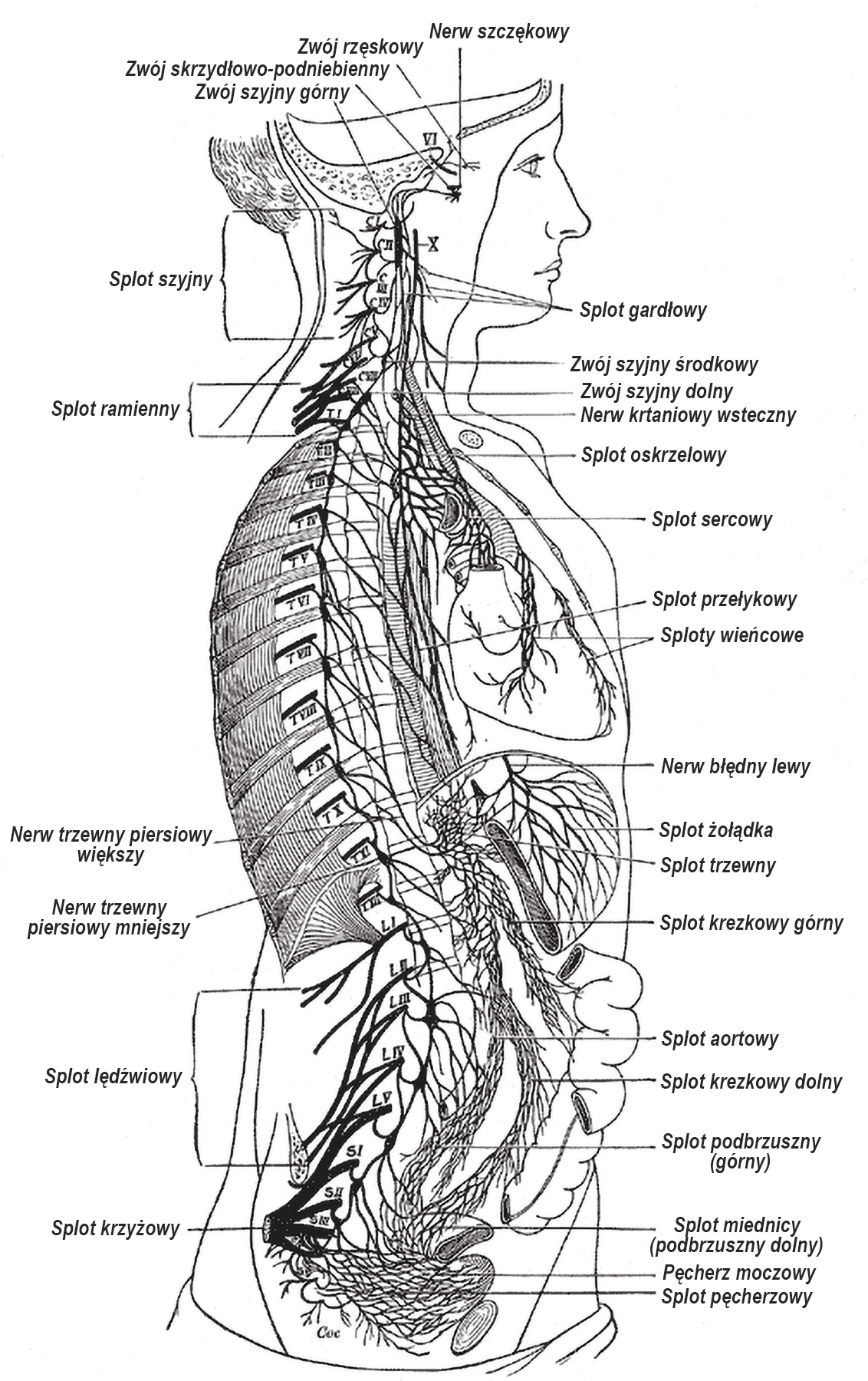
Prawy pień współczulny i współtworzone przez niego sploty

Splot sercowy (łac. plexus cardiacus) – w anatomii człowieka największy, mieszany splot autonomiczny położony w obszarze klatki piersiowej. Odpowiada za zewnętrzne unerwienie mięśnia sercowego. Zwykle wyróżnia się dwie jego części: mniejszą powierzchowną, leżącą pod łukiem aorty przy miejscu podziału pnia płucnego, oraz rozleglejszą głęboką, którą można znaleźć między aortą, żyłami płucnymi a rozdwojeniem tchawicy. Jego odgałęzienia tworzą wtórne sploty przy sąsiednich naczyniach klatki piersiowej: tak powstają sploty wieńcowe, płucne, przedsionkowe i aortowy piersiowy. Zawiera ciała komórek nerwowych, układające się w rozrzucone na jego powierzchni zwoje.

## Pochodzenie włókien
Rozwojowo, serce zstępuje do śródpiersia z obszaru zajmowanego przez łuki gardłowe, pociągając za sobą również towarzyszące mu nerwy. Z racji tego większość włókien zdążających ku niemu odchodzi wysoko, z okolic szyi.
1. Komponent współczulny: źródło unerwienia przedzwojowego współczulnego mieści się w komórkach rogów bocznych 4–5 pierwszych segmentów piersiowych rdzenia kręgowego. Gałęziami łączącymi białymi dochodzą one do pnia współczulnego, gdzie ulegają przełączeniu we wszystkich zwojach szyjnych i 2–4 górnych piersiowych. Włókna zazwojowe w formie nerwów sercowych (szyjnych: górnego, środkowego i dolnego oraz piersiowych) kierują się w stronę narządu. Spotyka się neurony adrenergiczne, przechodzące przez pień bez przełączenia, tudzież przedzwojowe-cholinergiczne, tworzące synapsy dopiero w zwojach splotu. Układ współczulny unerwia w największym stopniu mięśniówkę serca (szczególnie lewej komory), tkankę bodźcotwórczo-przewodzącą oraz naczynia wieńcowe.
2. Komponent przywspółczulny: włókna przedzwojowe przywspółczulne mają swój początek prawdopodobnie w tylnej brzuszno-bocznej części rdzenia przedłużonego; stamtąd zstępują drogą nerwów błędnych. Gałęzie sercowe nerwu błędnego, które zdążają ku splotowi, mogą odchodzić bezpośrednio od samego nerwu błędnego jak i od nerwów krtaniowych: górnego i dolnego (wstecznego). Komórki przełączają się w zwojach śródściennych tylnej ściany obu przedsionków i bruzdy wieńcowej. Zazwojowe neurony cholinergiczne zaopatrują ten sam obszar, co włókna współczulne, lecz komory i tętnice wieńcowe w niewielkim stopniu przez bezpośredni kontakt; komunikują się za to z odpowiednimi neuronami adrenergicznymi, modulując ich działanie.
3. Włókna dośrodkowe: opuszczają splot zarówno drogą współczulnych nerwów sercowych jak i gałęzi sercowych nerwu błędnego. Wiązka biegnąca nerwami sercowymi wspina się do części szyjnej pnia współczulnego, podąża w nim na dół i łączy się z rdzeniem na poziomie segmentów C8(Th1)–Th4(Th5) przez gałęzie łączące białe i korzenie grzbietowe. Ciała komórek zlokalizowanych w zwojach rdzeniowych otrzymują m.in. informacje o niedotlenieniu mięśnia i są odpowiedzialne za wywołany atak bólu (projekcja drogą rdzeniowo-wzgórzową). Włókna dośrodkowe, znajdujące się w gałęziach sercowych nerwu błędnego, są ramieniem dośrodkowym odruchów fizjologicznych i kończą się w komórkach zwoju dolnego nerwu błędnego.

## Topografia
1. Część powierzchowna splotu sercowego: leży poniżej łuku aorty, do przodu od prawej tętnicy płucnej. Jest tworzona głównie przez lewy nerw sercowy szyjny górny i gałęzie sercowe szyjne lewego nerwu błędnego. 1–2 zwoje sercowe (ganglia cardiaca) są widoczne bezpośrednio pod łukiem, na prawo od więzadła tętniczego. Utrzymuje łączność z częścią głęboką splotu, prawym splotem wieńcowym i lewym splotem płucnym.
2. Część głęboka splotu sercowego: widać ją naprzód od rozdwojenia aorty, powyżej miejsca podziału pnia płucnego i z tyłu łuku aorty. Składa się z zarówno nerwów sercowych szyjnych jak i piersiowych oraz wszystkich gałęzi nerwu błędnego; nie docierają do niego jedynie wiązki uprzednio kończące się w części powierzchownej. Całość sięga bardziej w stronę prawą i dlatego zasila prawy splot płucny czy prawy splot wieńcowy; włókna przechodzące pod pniem płucnym tworzą lewy splot wieńcowy.
3. Lewy (inaczej: tylny) splot wieńcowy (plexus coronarius): silniejszy niż odpowiedni splot po stronie przeciwnej, stanowi głównie przedłużenie części głębokiej splotu sercowego; układa się wzdłuż lewej tętnicy wieńcowej i zasila lewy przedsionek wraz z komorą.
4. Prawy (przedni) splot wieńcowy: współtworzony przez obie części splotu sercowego, towarzyszy prawej tętnicy wieńcowej, aby zająć prawy przedsionek i takąż komorę.
5. Sploty przedsionkowe (plexus atriales): stanowią bezpośrednie odgałęzienia splotu sercowego na obydwa przedsionki; krzyżują się z włóknami odchodzącymi od splotów wieńcowych. Włókna przenikają w głąb ściany serca, wytwarzając kolejno splot nasierdziowy, śródsierdziowy i podwsierdziowy (plexus epicardiacus, myocardiacus et subendocardiacus); o towarzyszących ich zwojach śródściennych była już mowa.

## Funkcja
Poziom interakcji poszczególnych komponentów układu autonomicznego jest wysoki; można jednak ogólnie stwierdzić, że układ współczulny pobudza czynność serca i rozszerza naczynia wieńcowe, a układ przywspółczulny – hamuje ją oraz zmniejsza światło tętnic. Należy wziąć tu pod uwagę nie tylko częstość skurczów, ale też ich siłę, szybkość przewodzenia bodźców i ogólną pobudliwość. W normalnej sytuacji przeważa wpływ części przywspółczulnej, oszczędzającej pracę mięśnia.
Węzeł zatokowo-przedsionkowy związany jest z prawą połową ciała i jest unerwiony przez prawe odnogi układów współczulnego i przywspółczulnego. Na węzeł przedsionkowo-komorowy, leżący po lewej stronie, większy wpływ ma lewy nerw błędny i lewe nerwy sercowe.